# Frankfurt-Sindlingen (przystanek kolejowy)
Frankfurt-Sindlingen – przystanek kolejowy we Frankfurcie nad Menem, w Hesji, w Niemczech. Przystanek położony jest w dzielnicy Sindlingen.